# Pasar Muara Sipongi
Pasar Muara Sipongi is een bestuurslaag in het regentschap Mandailing Natal van de provincie Noord-Sumatra, Indonesië. Pasar Muara Sipongi telt 1227 inwoners (volkstelling 2010).